# Antonin Dubost

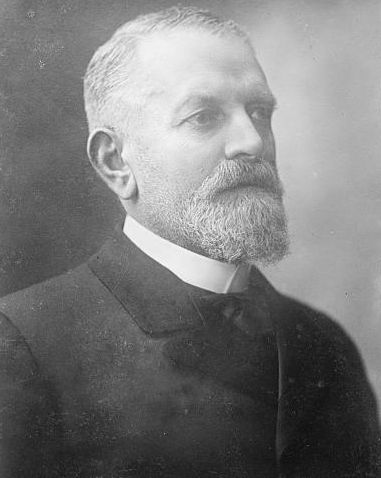
Antonin Dubost, 1910.

Henri Antonin Dubost, född den 6 april 1844, död den 16 april 1921, var en fransk politiker.
I sin ungdom bekämpade Dubost som journalist kejsardömet. Han blev prefekt 1871, medlem av conseil d'état 1879 och var deputerad 1880–1897. Dubost var justitieminister i Jean Casimir-Periers ministär 1893–1894, blev senator 1897 och var generalrapportör för budgetutskottet. Då Armand Fallières valts till republikens president, efterträdde Dubost denne som senatens president 1906–1920. Dubost utgav även historiska och politiska studier.